# 科林斯 (喬治亞州)
科林斯（英語：Corinth）是位於美國喬治亞州考維塔縣的一個非建制地區。該地的面積和人口皆未知。

## 地理
科林斯的座標為33°13′46″N 84°56′32″W / 33.22944°N 84.94222°W，而該地的平均海拔高度為230米（即755英尺）。